# Jussy-Champagne
Jussy-Champagne är en kommun i departementet Cher i regionen Centre-Val de Loire i de centrala delarna av Frankrike. Kommunen ligger  i kantonen Baugy som tillhör arrondissementet Bourges. År 2022 hade Jussy-Champagne 206 invånare.

## Befolkningsutveckling
Antalet invånare i kommunen Jussy-Champagne
Referens:INSEE